# Ramiro III di León
Ramiro Sanchez, Ramiro anche in spagnolo, in asturiano, in portoghese e in galiziano, Ramir, in catalano (961 – Astorga, 26 giugno 985), fu re di León dal 966 al 984.

## Origine
Come riporta Rodrigo Jimenez De Rada, nel suo Historia De Los Hechos De España era l'unico figlio del re di León, Sancho I, e di Teresa Ansúrez, figlia del conte di Castiglia Ansur Fernández.

Sancho I, sia secondo il codice di Roda, che secondo la Cronaca di Sampiro era figlio del re di León, Ramiro II, mentre la madre, per il codice di Roda era la seconda moglie, Urraca, figlia del re di Pamplona, Sancho I Garcés e di Toda di Navarra; mentre per la Cronaca di Sampiro Ramiro ebbe un'unica moglie di nome di Tarasia detta Florentina , che potrebbe anche essere la prima moglie citata dal codice di Roda, una galiziana, citata come Galliciensis nomine, senza precisare nome e ascendenti che dagli storici è stata individuata in Adosinda Gutiérrez, figlia del conte Gutier Osóriz e Ildoncia Menéndez, sorella della madre di Ramiro II, per cui i genitori erano cugini primi.

## Biografia
Secondo la Historia silense, il Conte di Portucale, Gonzalo Menéndez, nel 966, si ribellò al Re di León e Galizia, suo padre, Sancho I, e lo affrontò con un esercito sul fiume Duero; si accordarono sul tributo da pagare e Gonzalo, a Castrelo de Miño, diede una mela avvelenata al re, che durante il ritorno nel Regno di León, si sentì male ed il terzo giorno morì.
Ramiro, all'età di cinque anni, succedette a Sancho I sul trono leonese come Ramiro III di León, sotto tutela delle reggenti, la madre Teresa e la zia, Elvira, come riportano, sia la Historia De Los Hechos De España, che la Cronaca di Sampiro.

La reggenza del regno fu quindi affidata nelle mani di due donne: la madre e la zia Elvira Ramírez, sorella di suo padre che per tutto il periodo della minorità di Ramiro, sino al 975, fu la sua tutrice e reggente con il titolo di regina Elvira comportandosi da regina. In conseguenza a questo stato di cose il suo regno ebbe il pieno appoggio di tutto il clero e le due reggenti seppero tener sotto controllo le ambizioni sei nobili, cime ci conferma la Historia genealógica y heráldica de la monarquía española, Volume 1.
Durante la reggenza fu ratificato il trattato di pace con il califfo al-Ḥakam II ibn ʿAbd al-Raḥmān e portarono a termine il trasferimento delle reliquie del martire, san Pelagio di Cordova, dedicandogli una chiesa.

Nel 968, i vichinghi guidati da Gundaredo, avevano invaso le coste della Galizia arrivando sino a Santiago e furono sconfitti ed annientati solo tre anni dopo, dal conte, Gonzalo Sánchez.

Nel 975, approfittando della malattia che, l'anno prima, aveva colpito il califfo, al-Ḥakam II ibn ʿAbd al-Raḥmān, alleatosi al re di Navarra Sancho II Abarca, attaccò al-Andalus ma fu sconfitto, a San Esteban de Gormaz, dal generale Ghalib, appena rientrato dal Nordafrica, come riportano sia la Real Academia de la Historia, che La web de las biografias.
Dopo la morte di al-Hakam II, con la nomina a califfo di Hishām II ibn al-Ḥakam si concluse il periodo di pace con al-Andalus e i musulmani iniziarono ad attaccare i regni cristiani del nord, come riporta lo storico Rafael Altamira.
Durante il suo regno dovette fronteggiare un assalto musulmano di ‘Abd Allāh, lontano discendente dell'emiro omayyade andaluso al-Hakam ibn Hisham che devastò la città di Zamora, senza prendere la cittadella dove si era rifugiato il re cristiano.

Le campagne di Almanzor

Al raggiungimento della maggior età Ramiro III tentò di instaurare una specie di monarchia assoluta, che ottenne come risultato l'accentuazione della tendenza separatista della Castiglia e della Galizia dal Regno di León.
Ramiro III cercò allora, insieme a García Fernández e a Sancho Abarca di creare una coalizione anti-islamica fra i regni di León, di Castiglia e di Navarra, ammassando truppe nella valle Meduia del Duero.

L'hajib omayyade Almanzor marciò però celermente contro l'esercito cristiano e, nel 981, lo sbaragliò nella battaglia di Rueda, 40 km circa a sudest di Simancas. Fu dopo questa brillante vittoria che Almanzor si fece attribuire il laqab con il quale è noto: al-Mansūr bi-llāh ("colui che è reso vincitore da Dio").
Le continue sconfitte contro le truppe musulmane (a cominciare da quella subita nel 976 a San Esteban de Gormaz) e le tendenze separatiste di Castiglia e Galizia, fecero sì che la nobiltà perdesse poco a poco fiducia nel suo re e si sollevasse contro Ramiro proclamando re addirittura, nel 982, Bermudo, figlio illegittimo di Ordoño III, con il nome di Bermudo II, che da quell'anno prese possesso della Galizia.

Iniziò così una guerra civile e, nel 984, Ramiro III fu rovesciato dai nobili che sostenevano Bermudo II. Ramiro allora si ritiro in León ad Astorga, dove, secondo la Historia de la ciudad y corte de Leon in quello stesso anno o l'anno successivo (985), morì e vi fu sepolto; il Chronicon Compostellani, riporta che Ramiro III regnò quindici anni.

## Matrimonio e discendenza
Nel 979, aveva sposato Sancha (o Urraca) Gómez de Saldana, figlia di Gómez Diaz, conte de Saldana.

Ramiro e Sancha ebbero un figlio:
- Ordoño Ramírez, ceco, che, come riporta Lucas de Tuy (m. 1249) - Chronicon mundi sposò Cristina di León (Christina…ex infante Ordonio cœco filio Ramiri regis)[21], figlia di Bermudo II.

### Fonti primarie
- (LA)  Textos navarros del Códice de Roda Archiviato il 31 gennaio 2021 in Internet Archive..
- (LA)  Historia de España: parte XVI, Sampiri Astoricensis Episcopi chronicon.
- (LA)  España sagrada. Volumen 14.
- (LA)  #ES Chronicon mundi.
- (LA)  España sagrada. Volumen 23

### Letteratura storiografica
- Rafael Altamira, Il califfato occidentale, in L’espansione islamica e la nascita dell’Europa feudale, collana «Storia del mondo medievale», II volume, Milano, Garzanti, 1999  [1979],  pp. 477–515, SBN RAV0065639.
- (ES)  #ES Historia genealógica y heráldica de la monarquía española, Volume 1
- (ES)  Historia De Los Hechos De Españara
- (ES)  Historia de la ciudad y corte de Leon.